# Угорська академія наук

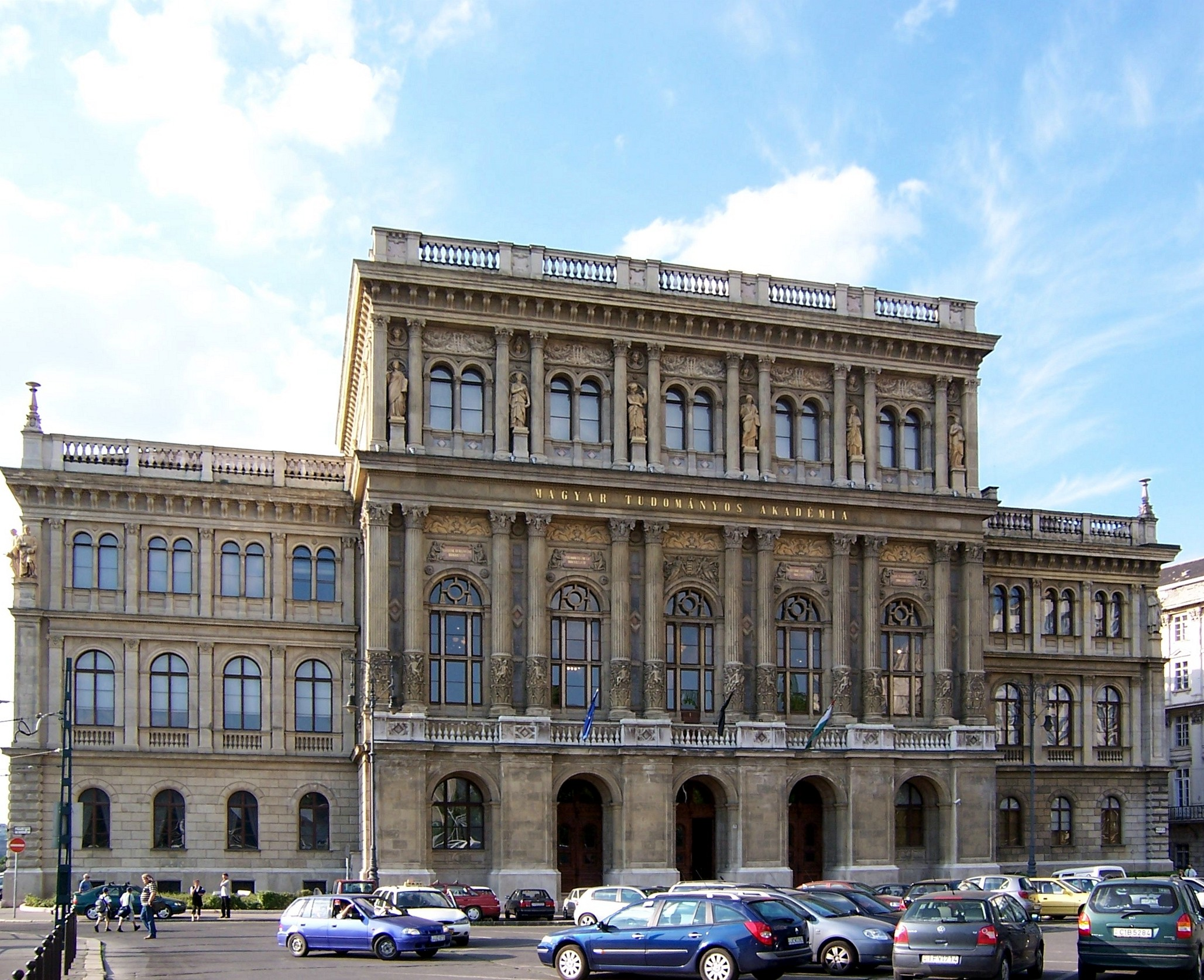
Головне приміщення Угорської Академії Наук

Угорська академія наук (УАН) (угор. Magyar Tudományos Akadémia, MTA) — головна наукова установа Угорщини. Її засновником був граф Іштван Сечені, який 1825 року передав свій річний дохід на заснування наукового товариства. За його прикладом вчинили інші угорські аристократи. Метою товариства було сприяння розвитку науки, культури та мистецтва угорською мовою. Теперішня назва з'явилася 1845 року. Будівля, в якій тепер перебуває Академія, зведена 1865 року. Одним із пріоритетів мовознавчого відділення Академії є регулювання угорської мови.

## Склад
Сьогодні Угорська академія наук складається з таких інститутів:
- Інститут лінгвістики
- Інститут філософії й історії
- Інститут математики
- Інститут сільського господарства
- Інститут медицини
- Інститут технічних наук
- Інститут хімії
- Інститут біології
- Інститут права й економічних наук
- Інститут наук про Землю
- Інститут фізики

## Президенти Академії
| Йозеф Телекі     | (17 листопада 1830 — 15 лютого 1855)  |
| Еміль Дессевффі  | (17 квітня 1855 — 10 січня 1886)      |
| Йозеф Еетвеш     | (18 березня 18 1886 — 2 лютого 1871)  |
| Меньгерт Лоняй   | (17 травня 1871 — 3 листопада 1884)   |
| Аґоштон Трефорт  | (28 травня 1885 — 22 серпня 1888)     |
| Лоранд Етвеш     | (3 травня 1889 — 5 жовтня 1905)       |
| Альберт Берзевич | (27 листопада 1905 — 22 березня 1936) |
| Йозеф Габсбург   | (22 березня 1936 — жовтня 1944)       |
| Дьюла Корніш     | (7 березня 1945 — 29 жовтня 1945)     |
| Дьюла Моор       | (29 жовтня 1945 — 24 липня 1946)      |
| Золтан Кодай     | (24 липня 1946 — 29 листопада 1949)   |
| Іштван Русняк    | (29 листопада 1949 — 5 лютого 1970)   |
| Тібор Ердеї-Груз | (5 лютого 1970 — 16 серпня 1976)      |
| Янош Сентаґотгай | (26 жовтня 1976 — 6 травня 1977)      |
| Янош Сентаґотгай | (6 травня 1977 — 10 травня 1985)      |
| Беренд Т. Іван   | (10 травня 1985 — 24 травня 1990)     |
| Домокош Кошарь   | (24 травня 1990 — 9 травня 1996)      |
| Ференц Ґлац      | (9 травня 1996 — 4 травня 2002)       |
| Сільвестер Візі  | (5 травня 2002 — 6 травня 2008.)      |
| Йозеф Палінкаш   | (з 6 травня 2008)                     |